# Sunday Love
Sunday Love è il terzo album in studio della cantante canadese Fefe Dobson, pubblicato su iTunes il 18 dicembre 2012.

## Il disco
L'album doveva essere pubblicato il 20 giugno 2006, ma siccome la cantante finì il contratto con la 21, non fu pubblicato.

## Tracce
1. As a Blonde – 2:49 (testo: Fefe Dobson, Greg Wells, Shelly Peiken)
2. In the Kissah – 3:09 (testo: Matthew Wilder, Dobson)
3. If I Was a Guy – 3:20 (testo: Wilder, Dobson, Pharrell Williams, Chad Hugo)
4. Don't Let It Go to Your Head – 4:01 (testo: Josh Alexander, Billy Steinberg, Dobson)
5. Get You Off – 3:50 (testo: Dobson, Michelle Robin Lewis, Nina Gordon)
6. This Is My Life – 3:49 (testo: Alexander, Dobson, Steinberg)
7. Scar – 4:03 (testo: Wilder, Dobson)
8. Miss Vicious – 3:07 (testo: Dobson, John Lowery aka John 5))
9. Man Meets Boy – 3:28 (testo: Wilder, Dobson)
10. Get Over Me – 3:09 (testo: Holly Knight, Dobson)
11. Hole – 4:27 (testo: Kay Hanley, Lewis, Dobson)
12. The Initiator – 3:39 (testo: Alexander, Steinberg, Dobson)
13. Yeah Yeah Yeah – 3:39 (testo: Walton Steven "Wally" Gagel, Peiken, Dobson)
14. Be Strong – 3:31 (testo: Dobson, Wilder)

## Crediti
Da Billboard:
- Fefe Dobson - autore, voce
- Matthew Wilder - produttore, scrittore
- John5 - scrittore, chitarra
- Brent Paschke - chitarra
- Tim Armstrong - scrittore
- Joan Jett - scrittore
- Pharrell Williams - scrittore
- Cyndi Lauper - scrittore
- Courtney Love - scrittore
- Shelly Peiken - scrittore
- Billy Steinberg - scrittore
- Chad Hugo - scrittore
- Nina Gordon - arrangiamenti vocali
- Howard Benson - produttore
- Ben Grosse - produttore
- Tom Lord-Alge - produttore